# Mirosław Goczew
Mirosław Angełow Goczew (bg. Мирослав Ангелов Гочев; ur. 22 marca 1984) – bułgarski zapaśnik walczący w stylu wolnym. Olimpijczyk z Aten 2004, gdzie zajął dwunaste miejsce w kategorii 84 kg.
Czterokrotny uczestnik mistrzostw świata, brązowy medalista w 1997. Wicemistrz Europy w 2001. Drugi na mistrzostwach Europy juniorów w 1991 i na mistrzostwach świata juniorów z 1990 roku.
- Turniej w Atenach 2004

Pokonał Mogameda Ibragimova z Macedonii i przegrał z Mun Ui-Je z Korei Południowej i odpadł z turnieju.